# Sergio Brio
Sergio Brio (* 19. August 1956 in Lecce) ist ein ehemaliger italienischer Fußballspieler und -trainer.
Brio verbrachte die meiste Zeit seiner Karriere als Abwehrspieler bei Juventus Turin.

## Karriere

### Als Spieler
Sergio Brio begann seine Laufbahn beim Verein seiner Heimatstadt, der US Lecce, in der Saison 1973/74 in der Serie C1. Im Alter von 18 Jahren, im Oktober 1974, wurde er von Juventus Turin verpflichtet, die ihn danach für drei Spielzeiten zur AC Pistoiese ausliehen. Dort absolvierte er insgesamt 96 Spiele und sammelte wertvolle Erfahrungen.
Im Sommer 1978 ging er dann endgültig zur Juve und feierte am 18. März 1979 beim 1:0 gegen die SSC Neapel sein Serie-A-Debüt. Sergio Brio blieb bis 1990 in Turin und feierte unter Trainern wie Giovanni Trapattoni oder Dino Zoff großartige Erfolge. Er war in der gesamten Zeit ein wichtiger Spieler der ersten Mannschaft und ist einer der wenigen Spieler, die in ihrer Karriere alle nationalen und internationalen Wettbewerbe auf Vereinsebene gewann.
Sergio Brio absolvierte insgesamt 243 Serie-A-Partien für Juventus und traf dabei 16-mal, insgesamt spielte er für Juve 378-mal und schoss 24 Tore.

### Als Trainer
Nach Ende seiner aktiven Laufbahn arbeitete Brio als Co-Trainer von Giovanni Trapattoni bei Juventus und später bei Cagliari Calcio. In der Saison 2003/04 trainierte er den belgischen Verein RAEC Mons in der Ersten Division.

### Weiteres
Im April 2010 absolvierte Brio einen Cameo-Auftritt in der erfolgreichen Comedyserie Boris (3. Staffel, Folge 11).

## Erfolge
- Europapokal der Pokalsieger: 1983/84
- UEFA Super Cup: 1984
- Europapokal der Landesmeister: 1984/85
- Weltpokal: 1985
- UEFA-Pokal: 1989/90
- Italienische Meisterschaft: 1980/81, 1981/82, 1983/84, 1985/86
- Coppa Italia: 1978/79, 1982/83, 1989/90